# Erin Gruwell

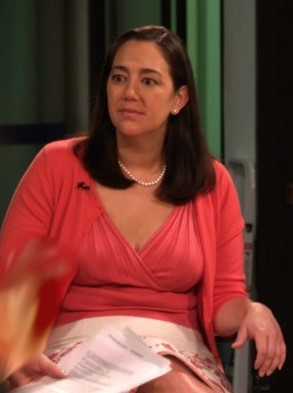
Erin Gruwell (2006)

Erin Gruwell (* 15. August 1969 in Glendora, Kalifornien) ist eine US-amerikanische Lehrerin und Buchautorin.

## Leben und Wirken
Gruwell wuchs als Tochter von Stephen Douglas Gruwell († 2003), einem Baseball Scout für die Anaheim Angels, in La Verne auf. Nach dem Besuch der La Verne Heights Elementary School und der Ramona Middle School graduierte sie 1987 an der Bonita High School in La Verne. Sie beendete ihr Studium der englischen Literatur im Jahr 1991 an der University of California Irvine und war unter den 30 besten Absolventen des Jahrgangs. An der California State University Long Beach erwarb sie 1993 eine Lehrberechtigung für Englisch und 1994 ihren Master in Englisch.
Gruwell hatte ursprünglich das Berufsziel, Anwältin zu werden. Nach den Unruhen in Los Angeles in den frühen 1990er Jahren entschied sie sich, Lehrerin zu werden, da sie die Ausbildung von Menschen aus benachteiligten sozialen Verhältnissen für besonders wichtig hielt. 1994 ging sie als Englisch-Lehrerin an die Woodrow Wilson High School in Long Beach. Ihre Schüler kamen aus schwierigen sozialen Verhältnissen, waren Mitglieder von Banden oder hatten Drogenprobleme. Da es auch innerhalb der Klassengemeinschaft Rivalitäten und Rassismus gab und das Unterrichten sich schwierig gestaltete, versuchte sie, einen Zugang zu ihren Schülern zu erlangen, indem sie das Interesse am Lesen von Büchern weckte, die thematisch einen Bezug zu den Lebensumständen der Schüler hatten. So setzte sie unter anderem die Thematik der verfeindeten Familien in Romeo und Julia mit den Bandenrivalitäten im Umfeld der Schüler in Bezug oder zeigte durch das Lesen des Tagebuch der Anne Frank am Beispiel des Holocaust auf, wozu Hass und Rassismus führen können. Sie ließ ihre Schüler Tagebücher mit den eigenen Geschichten schreiben, um dadurch den Zugang der Schüler zu sich selbst und den eigenen Gefühlen und damit über die Möglichkeit des Selbstausdrucks auch das Selbstverständnis der Schüler zu fördern. Gruwells Unterrichtsmethoden waren so erfolgreich, dass fast 150 ihrer Schüler trotz ursprünglich schlechter Prognosen einen Highschool-Abschluss erlangten. Viele davon besuchten Colleges und absolvierten höhere Studien-Abschlüsse.
Gruwell beendete 1998 ihre Lehrtätigkeit an der Woodrow Wilson High School und wirkte später als Distinguished Teacher in Residence (Gastprofessorin) an der California State University in Long Beach.
Im Jahr 2000 kandidierte Demokratin Gruwell erfolglos um einen Sitz im Kongress der Vereinigten Staaten.

## Freedom Writers Foundation
Gruwell gründete 1997 die Freedom Writers Foundation und initiierte das Freedom Writers Institute, das Gruwells Unterrichtsmethoden im Rahmen von Schulungsprogrammen an andere Lehrer weitergibt. Bis zum Jahr 2007 wurden dort über 600 Lehrer aus allen Bundesstaaten der USA ausgebildet. Außerdem vergibt die Foundation Stipendien an High-School-Absolventen für den Besuch von Colleges.

## Buch und Film
Die Tagebucheinträge ihrer Schüler an der Woodrow Wilson High School wurden 1999 unter dem Titel The Freedom Writers Diary veröffentlicht und standen auf der Bestsellerliste der New York Times. Gruwells Arbeit an der Woodrow Wilson High School sowie dieses Buch bildeten die Vorlage für den Film Freedom Writers (2007) mit Hilary Swank in der Rolle als Gruwell.

## Werke (Auswahl)
als Autorin
- The Freedom Writers Diary. Teacher's guide. Broadway Books, New York 2007, ISBN 978-0-7679-2696-6 (EA New York 1999)
  - deutsch: Freedom Writers. Wie eine junge Lehrerin und 150 gefährdete Jugendliche sich und ihre Umwelt durch Schreiben verändert haben. Autorenhaus, Berlin 2012, ISBN 978-3-86671-017-7 (EA Berlin 2007).
- Teach with Your Heart. Lessons I learned from the freedom writers; a memoir.Broadway Books, New York 2007, ISBN 978-0-7679-1583-0 (EA New York 2002)

als Herausgeberin
- The Gigantic Book of Teacher's Wisdom. Skyhorse Publ., New York 2007, ISBN 978-1-60239-177-2.